# La Moncelle
La Moncelle è un comune delegato del comune di Bazeilles, situato nel dipartimento delle Ardenne nella regione del Grand Est. In precedenza comune autonomo, il 1º gennaio 2024 è confluito nel comune di Bazeilles.

## Società

### Evoluzione demografica
Abitanti censiti